# Gaston Veyssière
Pour les articles homonymes, voir Veyssière.
Gaston Veyssière est un avocat et homme politique français né le 17 novembre 1875 à Riom (Puy-de-Dôme) et mort le 27 septembre 1948 à Rouen (Seine-Maritime)

## Biographie
Brillant étudiant en droit, il s'installe comme avoué à Cherbourg en 1897 puis comme avocat à Rouen, en 1908. Il sera bâtonnier en 1931. Il est l'un des fondateurs de l'école de droit de Rouen, où il enseigne plusieurs années. En 1923, il est membre de la Société industrielle de Rouen.
À côté de ses activités d'avocat, il collabore aussi à la Dépêche de Rouen. Propriétaire d'une importante ferme à la Grand'Mare qu'il exploite lui-même, il s'investit dans le syndicalisme agricole, jusqu'à devenir président du syndicat agricole départemental.
Sénateur de la Seine-Inférieure de 1927 à 1940, il montre une très grande activité, étant souvent rapporteur de textes très techniques. Le 10 juillet 1940, il vote les pleins pouvoirs au maréchal Pétain et se retire de la vie politique.
Il demeurait 46 rue Thiers et 26 rue Étoupée à Rouen.

## Sources
- « Gaston Veyssière », dans le Dictionnaire des parlementaires français (1889-1940), sous la direction de Jean Jolly, PUF, 1960 [détail de l’édition]